# Marguerite Gérard

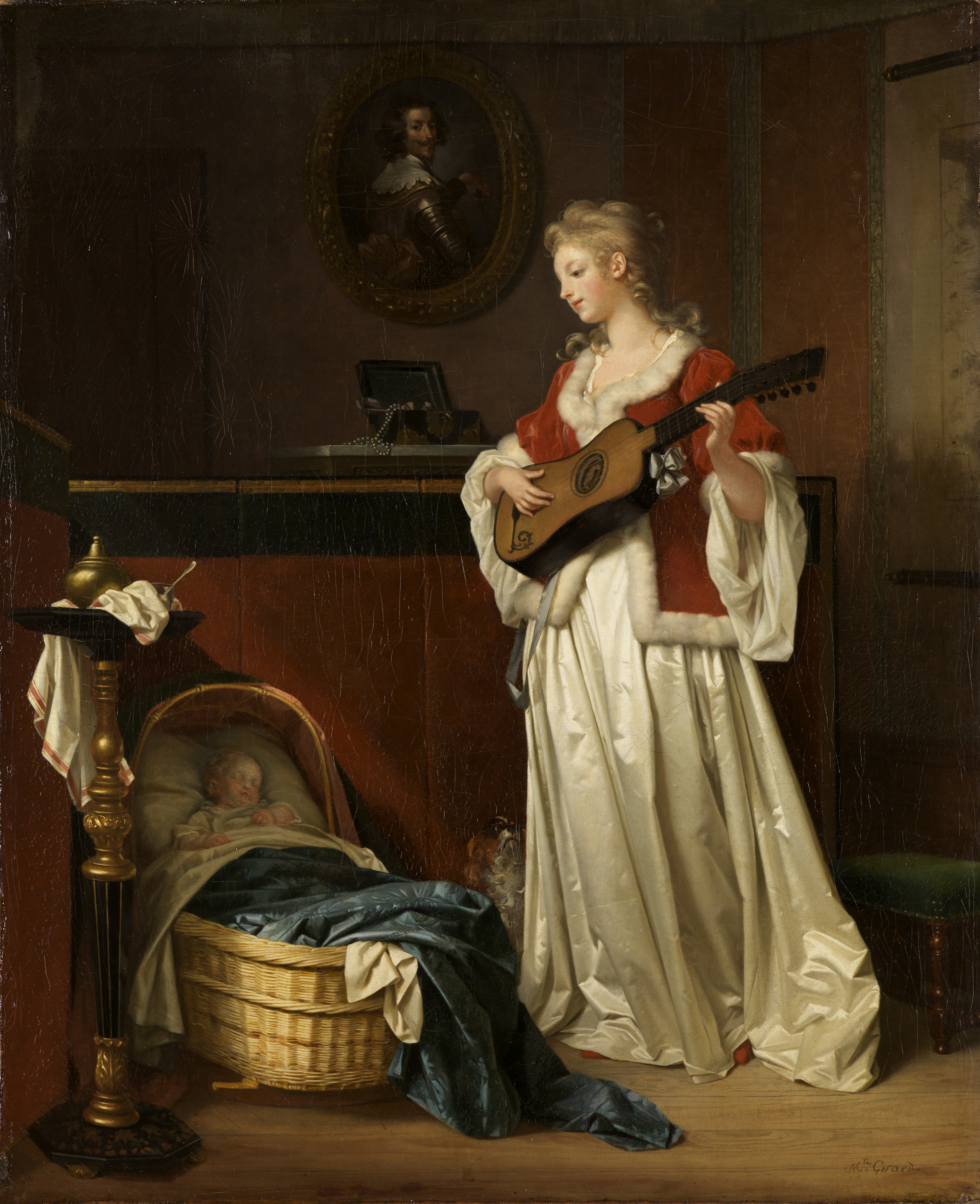
Duerme mi niño de Marguerite Gérard.

Marguerite Gérard (Grasse, 1761 - París, 1837) fue una exitosa pintora y grabadora francesa en el estilo rococó. Más de 300 pinturas de género, 80 retratos y varias miniaturas han sido documentadas de la artista. Una de sus pinturas, La clemencia de Napoleón, fue comprada por el mismo en 1808.

## Biografía
Nació en Grasse, en la Provenza, en el seno de una familia acomodada. Era hija de Marie Gilette y Claude Gérard, fabricante de perfumes. A los ocho años su hermana Marie-Anne y Jean Honoré Fragonard, ya conocido pintor rococó, se casaron. Era la menor de siete hermanos y, a la muerte de su madre en 1775, se trasladó a París a vivir con la pareja. Gérard, que no había recibido una educación formal, supo aprovechar la oportunidad de tener en su propia familia a una miniaturista y un pintor de quienes aprender. Con catorce años, Fragonard se convirtió en su profesor y empezó a colaborar con él en su taller. Fue discípula y colaboradora del pintor a mediados de la década de 1770 y estudió pintura, dibujo y grabado bajo su tutela. Elaboraron de forma conjunta nueve grabados en 1778. 
Vivieron en el Louvre aproximadamente treinta años, lo que le permitió ver e inspirarse en las grandes obras de arte del pasado y el presente. El interés particular de Gérard eran las escenas de género de la Edad de Oro holandesa, que emuló en su propia obra. Se le negó la membresía en la Academia Real de Pintura y Escultura de Francia, debido a que sus normas imponían un número limitado de miembros femeninos. La Academia también negaba a las mujeres el ingreso en la Ecole des Beaux-Arts y el derecho a competir en el prestigioso Premio de Roma. A pesar de ello, ella exhibió ampliamente su arte y fue reconocida, especialmente tras la Revolución Francesa, cuando el Salón dio libre acceso sin restricciones a las mujeres.
Perteneció al círculo de la pareja Fragonard. La venta de su obra dio a Gérard la independencia económica y la liberó de ser una carga financiera para su padre o de la obligación tradicional para las mujeres de tener que casarse para subsistir. Esto le permitió dedicar su vida plenamente al arte, una carrera que continuó con éxito comercial durante más de cincuenta años. Gérard se refirió a Frangonard como una figura paterna y a su hermana Marie-Anne como una influencia fundamental recíproca en sus trayectorias. Tras la muerte de Fragonard ella continuó viviendo con su hermana durante 17 años.
Falleció en su retiro de París el 18 de mayo de 1837.

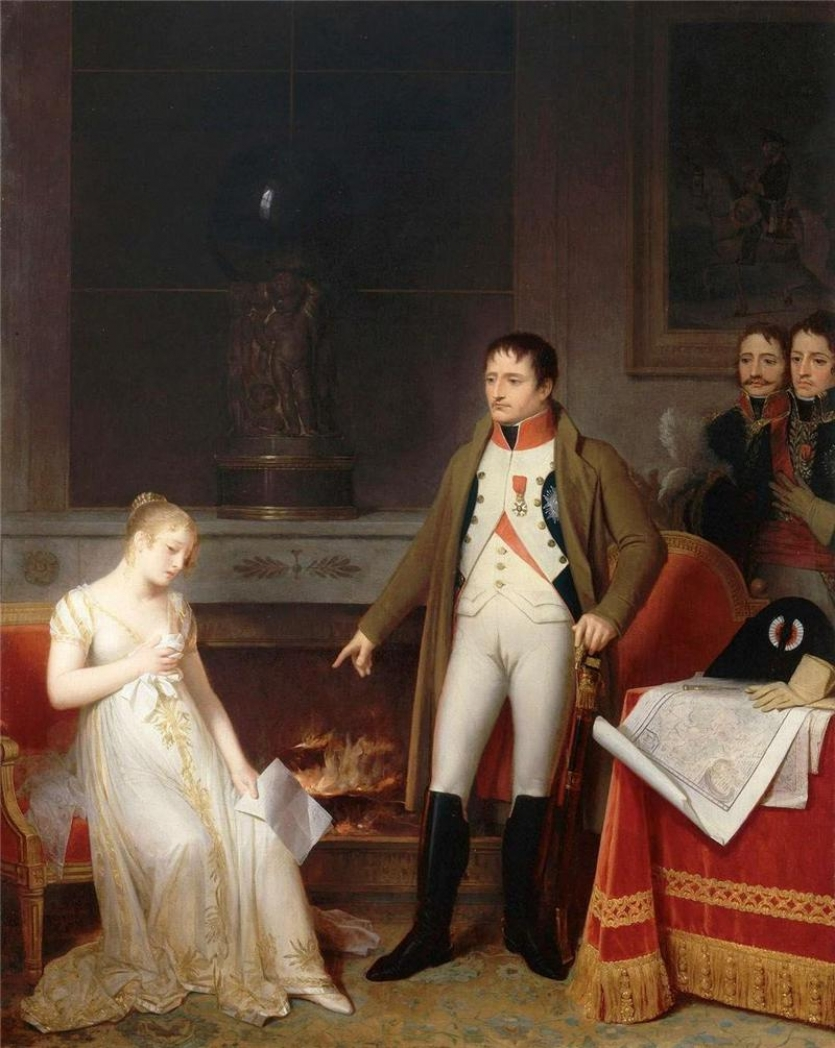
La clemencia de Napoleón (1806).

## Trayectoria artística
Gérard comenzó su trabajo como artista durante la década de 1770. Sus primeras composiciones son aguafuertes y grabados; sus obras posteriores y más famosas son pinturas al óleo. Su obra artística muestra escenas de la vida cotidiana, un estilo conocido como pintura de género. Sus trabajos fueron exhibidos en el Salón de París desde 1790 y obtuvo la atención de ricos mecenas. 
Gérard comenzó a interesarse por el arte mientras vivía con su hermana, Marie-Anne Fragonard, y su cuñado, Jean-Honoré Fragonard, en París. Marguerite se convirtió en aprendiz de Fragonard a los dieciséis años, trabajando en colaboración con él para crear sus primeras obras. Gérard comenzó su carrera con aguafuertes y copias de grabados de pinturas de Fragonard; poco después, comenzó a crear sus propias pinturas de género. La representación de la vida cotidiana en sus obras se parece al estilo de Gerard Ter Borch y Gabriel Metsu, artistas holandeses del siglo XVII. Como estos artistas holandeses, Gérard pintó detalles meticulosos utilizando pinceladas finamente mezcladas.
Como artista de género, Gérard se centró en retratar escenas de la vida doméstica íntima. Perros y gatos aparecen repetidamente en su obra. Muchas de sus pinturas ilustran las experiencias de la maternidad y niñez en el hogar, y muchas enfatizan la importancia de la música y el compañerismo femenino. Gérard fue una de las mujeres pintoras más reconocidas de su tiempo. A pesar de su falta de formación formal, ganó tres medallas por su obra. Una de sus pinturas, La clemencia de Napoleón, fue comprada por el propio emperador en 1808. Otros clientes fueron el rey Luis XVIII y varios miembros de la clase alta. Los coleccionistas acaudalados adquirían pinturas originales para exhibir en sus casas, mientras sus grabados se extendieron entre la clase media. La técnica impresionista y los temas cotidianos hicieron la obra de Gérard muy popular entre los franceses. 
En vísperas de la Revolución, Marguerite Gérard elige uno de sus primeros retratos de un modelo muy particular: Hubert Robert. Al mismo tiempo, Élisabeth Vigée-Le Brun expuso su retrato del pintor en el salón de 1789. Marguerite Gérard pintó una imagen de Hubert Robert en "privado", mientras Vigée-Le Brun presentó una imagen oficial del artista. Dos visiones del retrato opuestas: el del retrato público promovido por la Real Academia de Pintura y el del retrato privado reservado para los íntimos del modelo y en el cual la función y la posición social de este no ostentaban la misma razón para el trabajo. Retratos de pintores históricos y los retratistas de finales del siglo XVIII han sido objeto de estudios recientes, al igual que las obras de los que están unidos a las casas principescas. Sin embargo, no se dedicó ninguna exposición al retrato de los pintores del tipo que puso el retrato privado en el centro de atención. 
La serie de pequeños retratos de Marguerite Gérard destacan la necesidad de una mujer artista a finales del siglo XVIII, para tener una estrategia y crear una fórmula original para llamar la atención. Su obra era considerada al nivel de la Elizabeth Vigée-Le Brun que también disfrutó de una larga carrera y reconocimiento, apoyada en gran medida por las redes de su esposo Jean-Baptiste. Marguerite Gérard, hábilmente asesorada por su cuñado, se aprovechó de sus amistades. Los salones fueron uno de los lugares donde tenía mucha libertad, y ambos tomaron nota de esto. Los pequeños retratos participaron en la construcción de la imagen de Marguerite Gérard, pero también de la imagen que esta sociedad tenía de sí misma, ya que era necesario "ser de ella". A lo largo de su carrera, ella mostró el corazón de una sociedad de actores, músicos, literatos y aficionados ilustrados. 

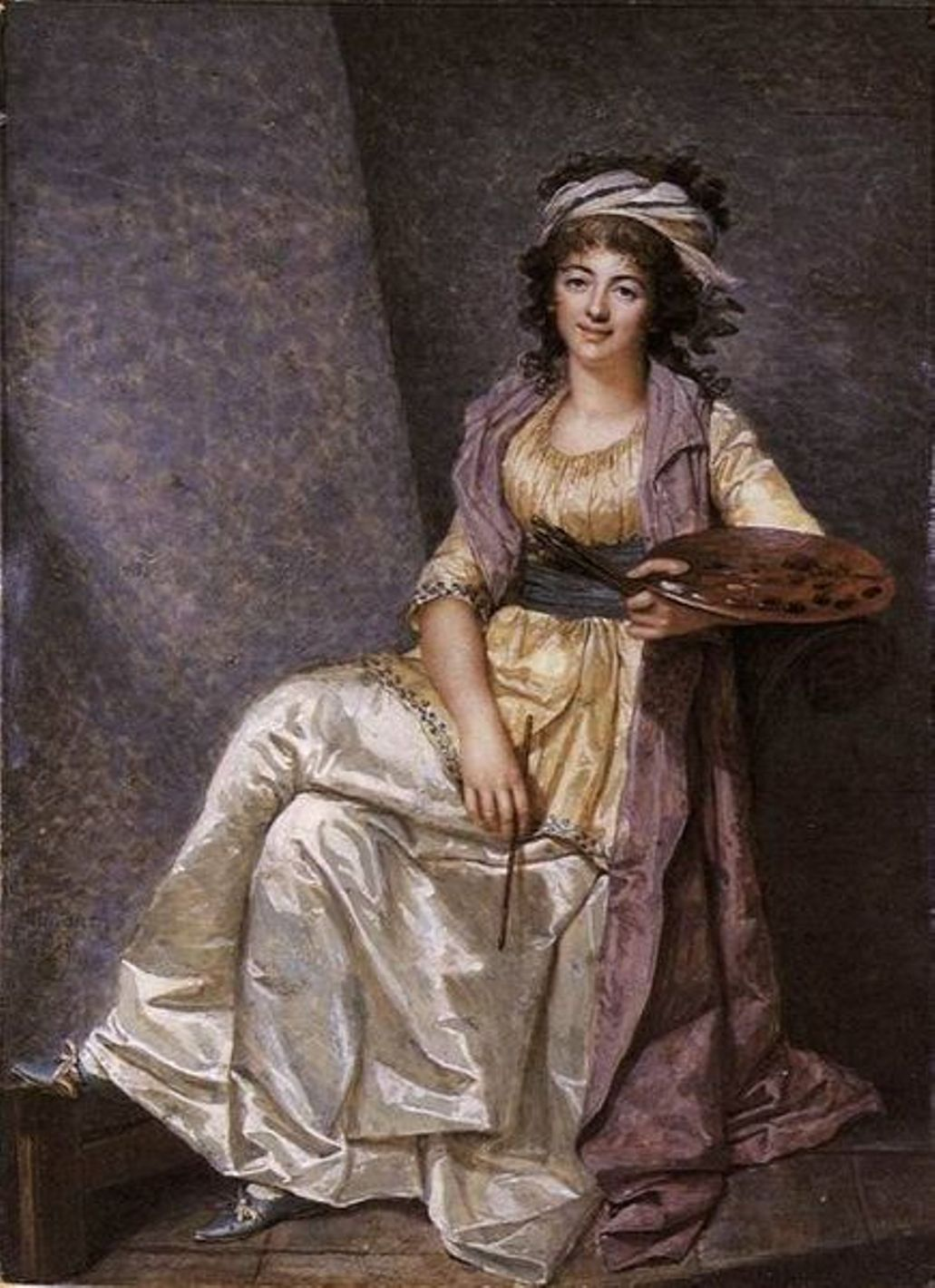
Retrato de Marguerite Gerard por François Dumont.

## Exposiciones principales
Salón de París:
- 1799: cuatro cuadros (ganadora del premio de 5° clase)
- 1801: tres cuadros (ganadora de un premio de estímulo para la pintura con ‘Dos jóvenes cónyuges leyendo su correspondencia de amor’)
- 1804: al menos siete obras (ganadora de una medalla de oro)
- 1806: tres cuadros
- 1808: tres cuadros
- 1810: cuatro cuadros
- 1814: siete pinturas
- 1817: tres cuadros
- 1822: cuatro cuadros
- 1824: dos cuadros

## Exposiciones recientes
- Parfums d’Interdit, Musée Fragonard, 25 de mayo y 23 de septiembre de 2018, Grasse
- Realistas de los románticos: mujeres artistas del Louvre, Versalles y otras colecciones nacionales francesas, Museo Nacional de la Mujer en las Artes, 24 de febrero al 29 de julio, Washington D. C.
- Petits théatres de I'intime, Musée des Augustins, 22 de octubre de 2011 a 2 de enero de 2012, Toulouse
- Marguerite Gérard, Musée Cognacq-Jay, 10 de noviembre al 6 de diciembre de 2009, París
- Trois femmes peintres dans le siècle de Fragonard. 18 de abril a 18 de octubre de 1998 Musée d la Parfumerie Fragonard, Grasse